# 白袋地區

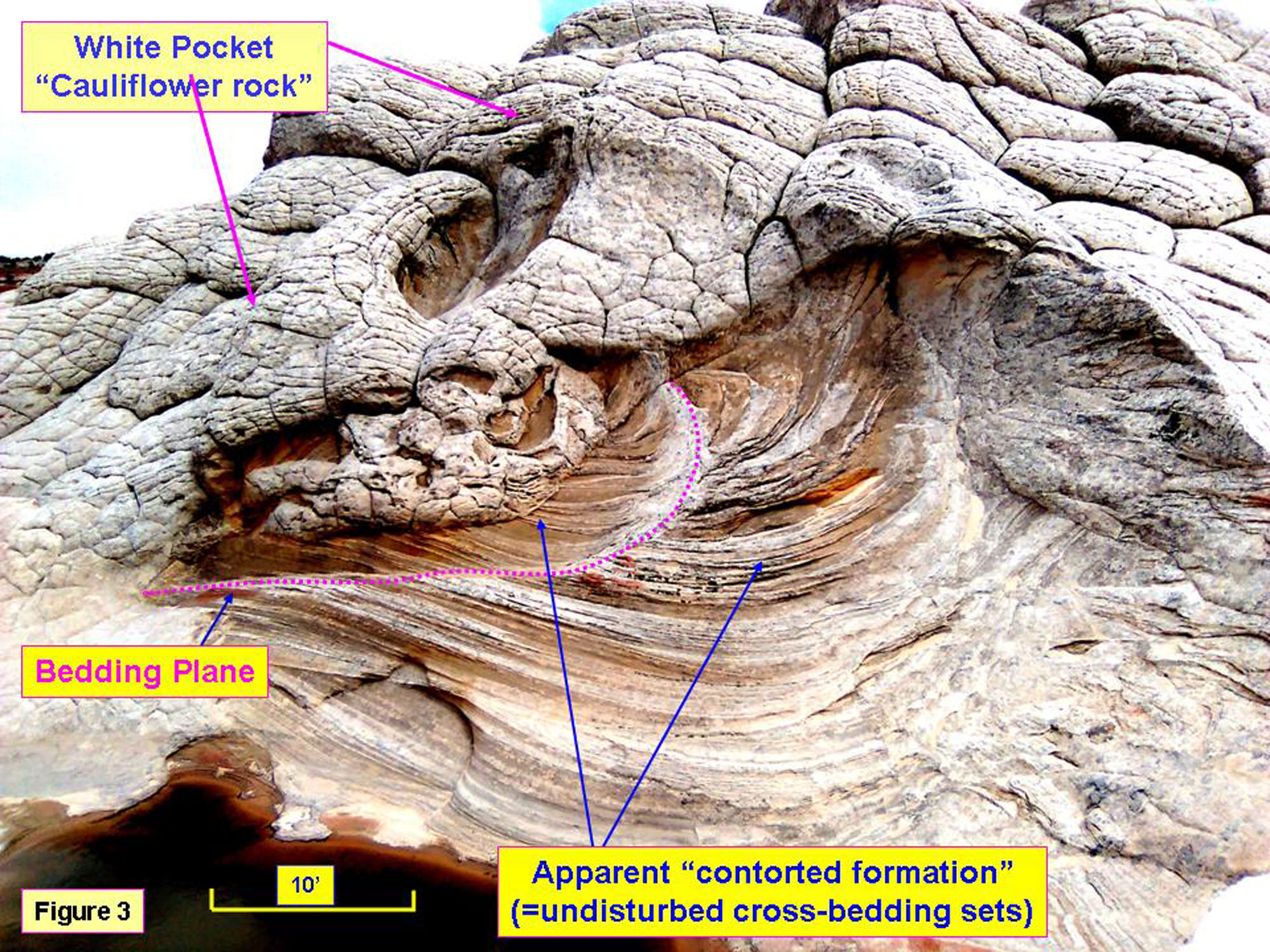
花椰菜岩

白袋地區（英語：White Pocket）
位於亞利桑那州大樓梯埃斯卡蘭特紀念碑(Grand Staircase Escalante Monuments)，地質上位於科羅拉多高原(Colorado Plateau)。 納瓦霍砂岩 (Navajo Sandstone)以土丘和山脊的形式暴露在高原上。這些大多是淡紅色的侵蝕遺跡，但在白袋地區中的那些侵蝕遺跡卻被一層白色的岩石層覆蓋，看起來像花椰菜岩（CauliflowerRock）（見圖）。這白色層使該區域獨一無二，因此被稱為「白袋地區」。

## 成因
從表面上看，花椰菜岩似乎與底下地層交織在一起（見圖），因此被解釋為扭曲的地層，從而導致有關於白袋地區非凡地質過程的兩種思流派。一些地質學家宣稱，白袋地區的成因是由於軟沉積物變形(soft-sediment deformation) ， 而另一派認為，成因是地震引起的大規模塌陷和山體滑坡。 兩派都歸因扭曲地層於結構變形。
小規模的軟沉積物變形在露頭中常見，並已在局部格倫峽谷（Glen Canyon)及錫安國家公園(Zion National Park)地區有報道.   但區域性的軟沉積物變形，例如在白袋地區中，卻很少有報道。 因此需要一種地質機制來引發這種區域性變形。 Marc Deshowitz (2011)  解釋說，地震 形成了流動沙體，而構成現今地表上的毫無特色白色 砂岩 或“花椰菜岩”。他認爲扭曲地層是一種流體逃逸結構(fluid escape structure)， 如同沙火山(sand volcano)。

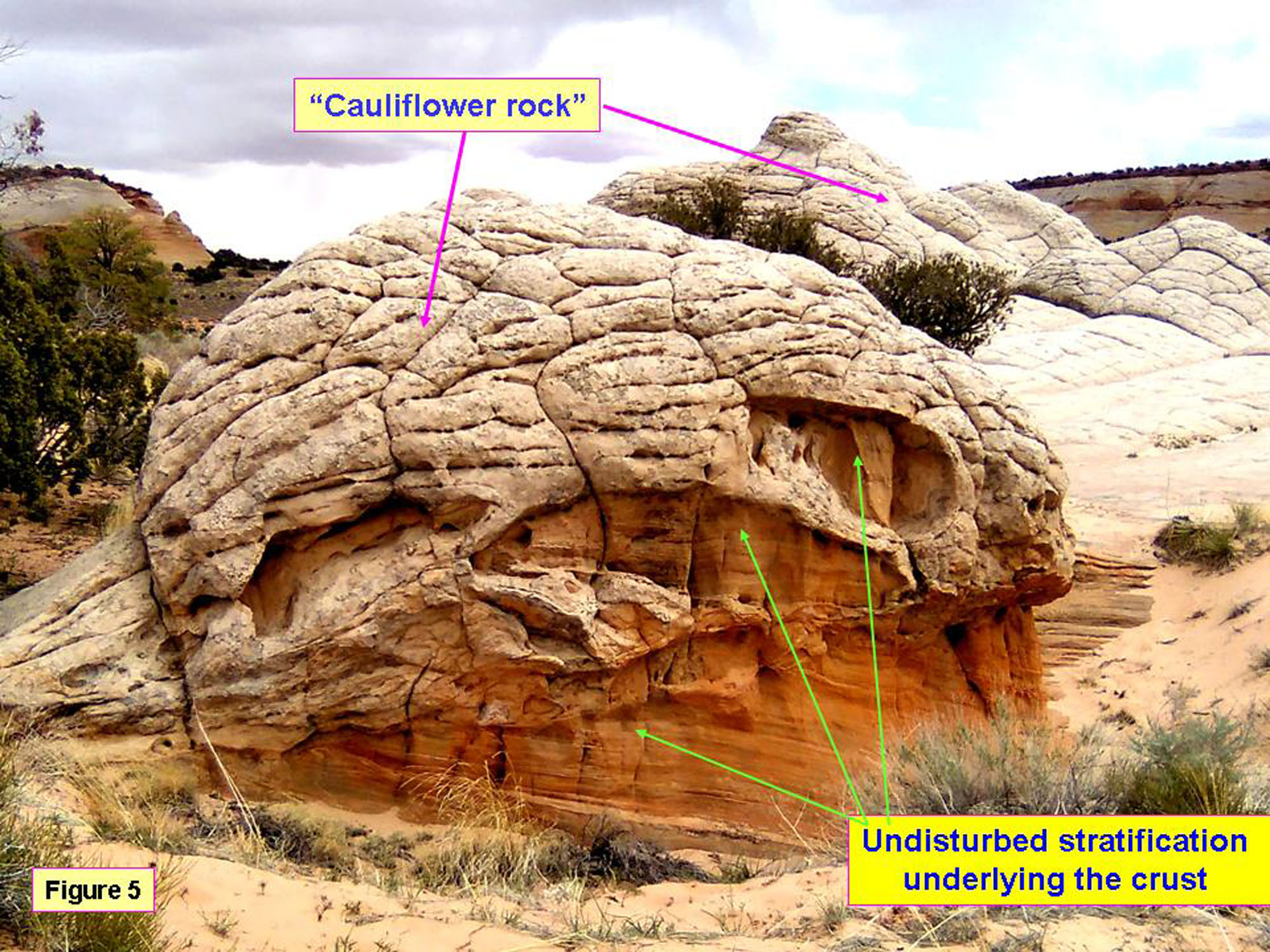
層理在花椰菜岩之内

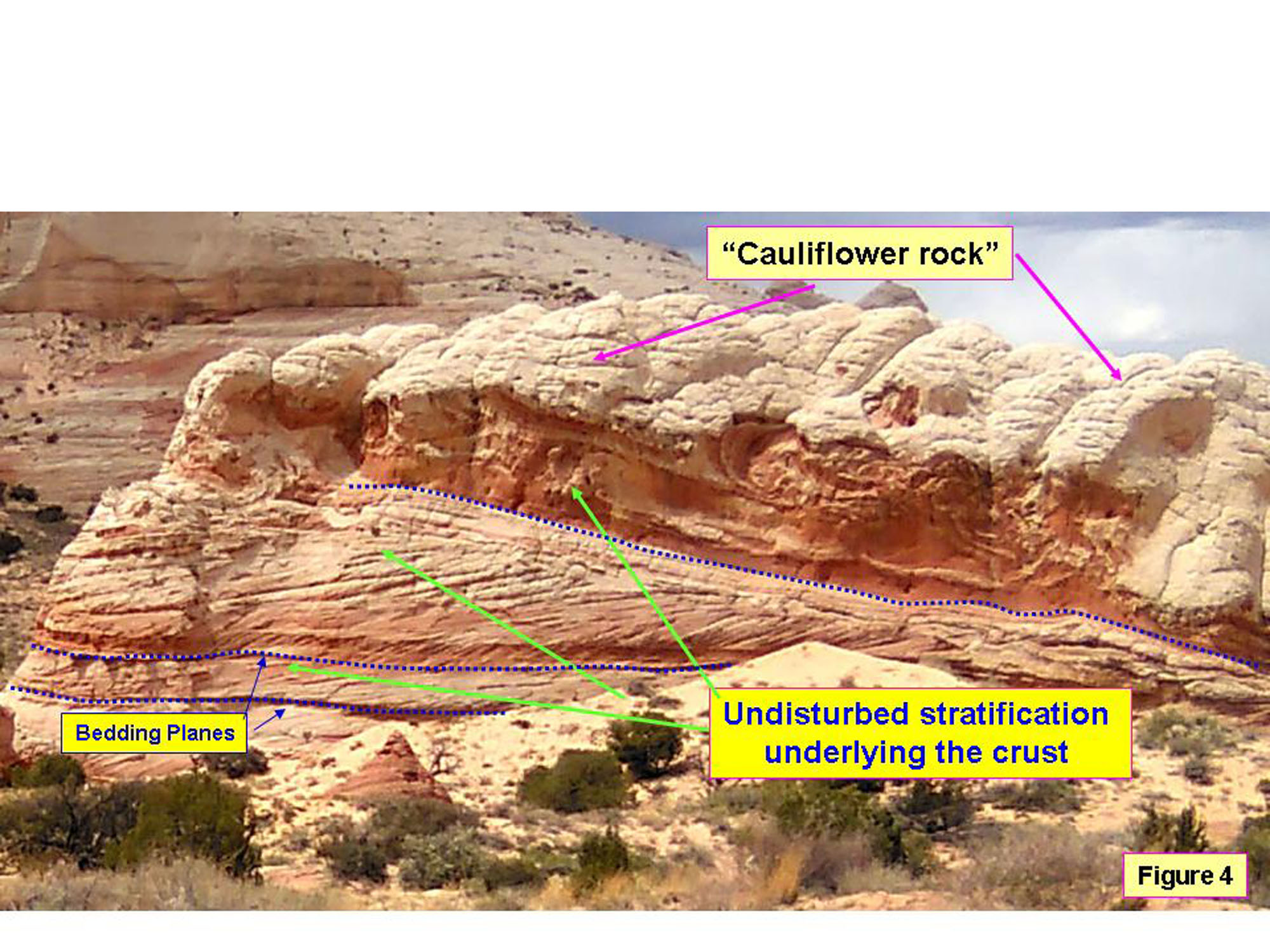
層理在花椰菜岩之下

Chen (2024)的最近的一項研究中提供了具信服力的證據，指出在亞利桑那州白色口袋地區出露的花椰菜岩是一種沉積構造，代表在乾旱地區形成的過度厚風化殼。它是由地下水上升所繫帶的的礦物質在地表沉積而形成的。花椰菜岩石的核心或下方都是未受干擾的地層層理（見圖），顯示白色地層形成過程中幾乎沒有構結幹擾。事實上，岩石表面出現的扭曲結構，是由於常規未受干擾的交錯層理, 出露在不同曲率和方向的露頭表面上而產生的。岩石表面也具有不同發育程度的風化殼（見圖）。這都是沉積過程的明顯證據（見圖）。

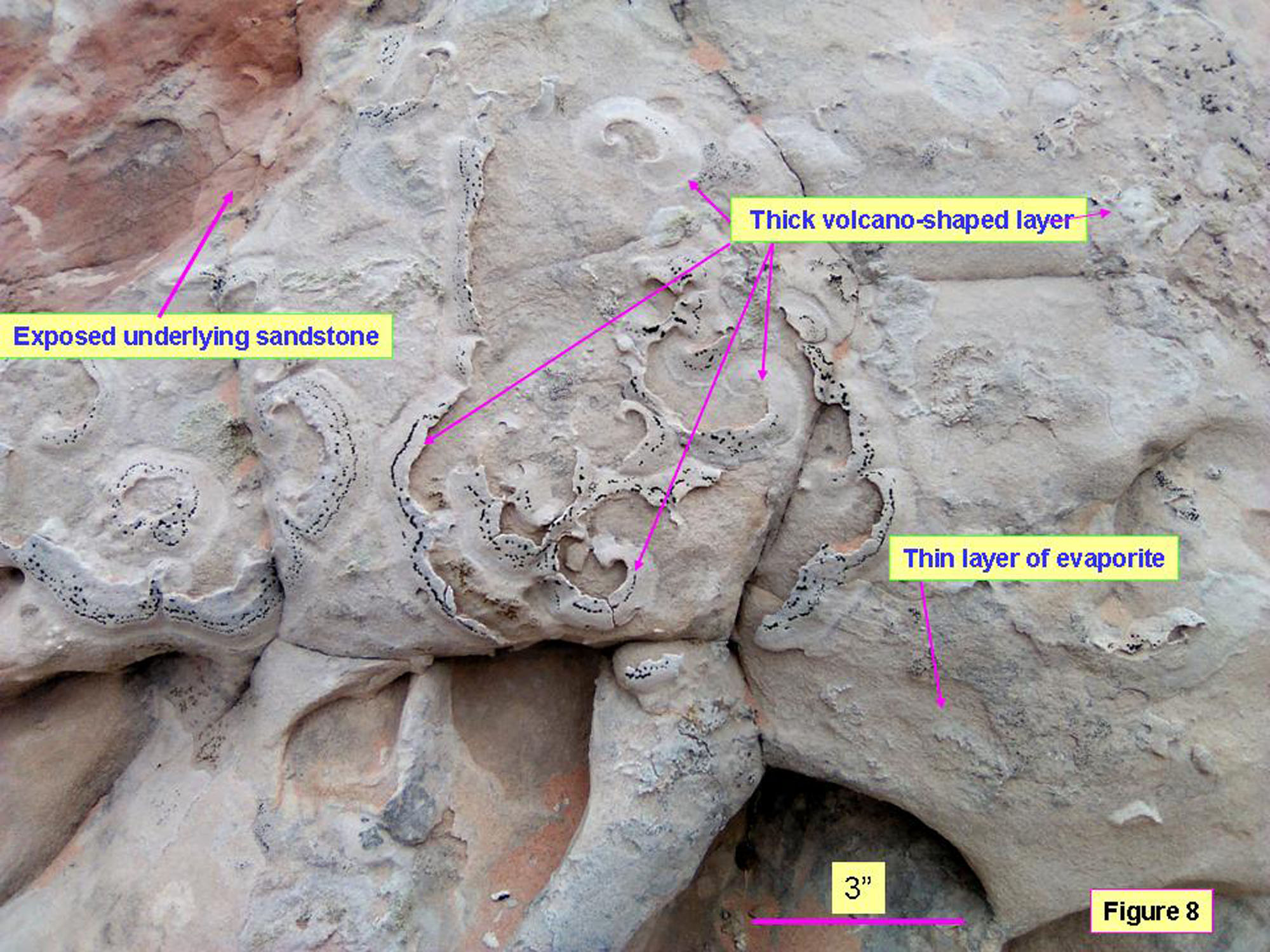
初期風化殼

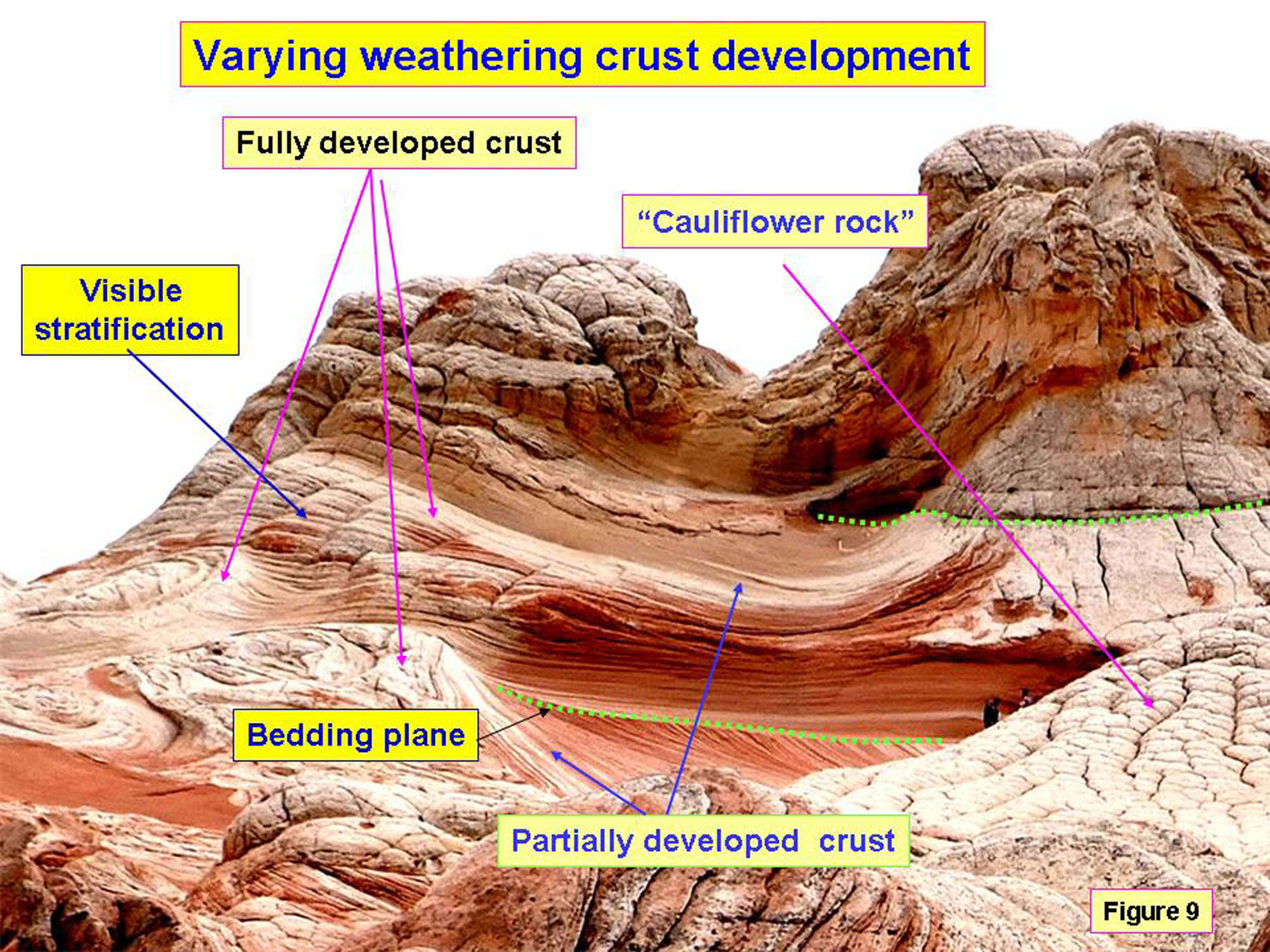
在白袋地區顯示不同成長程度的風化殼

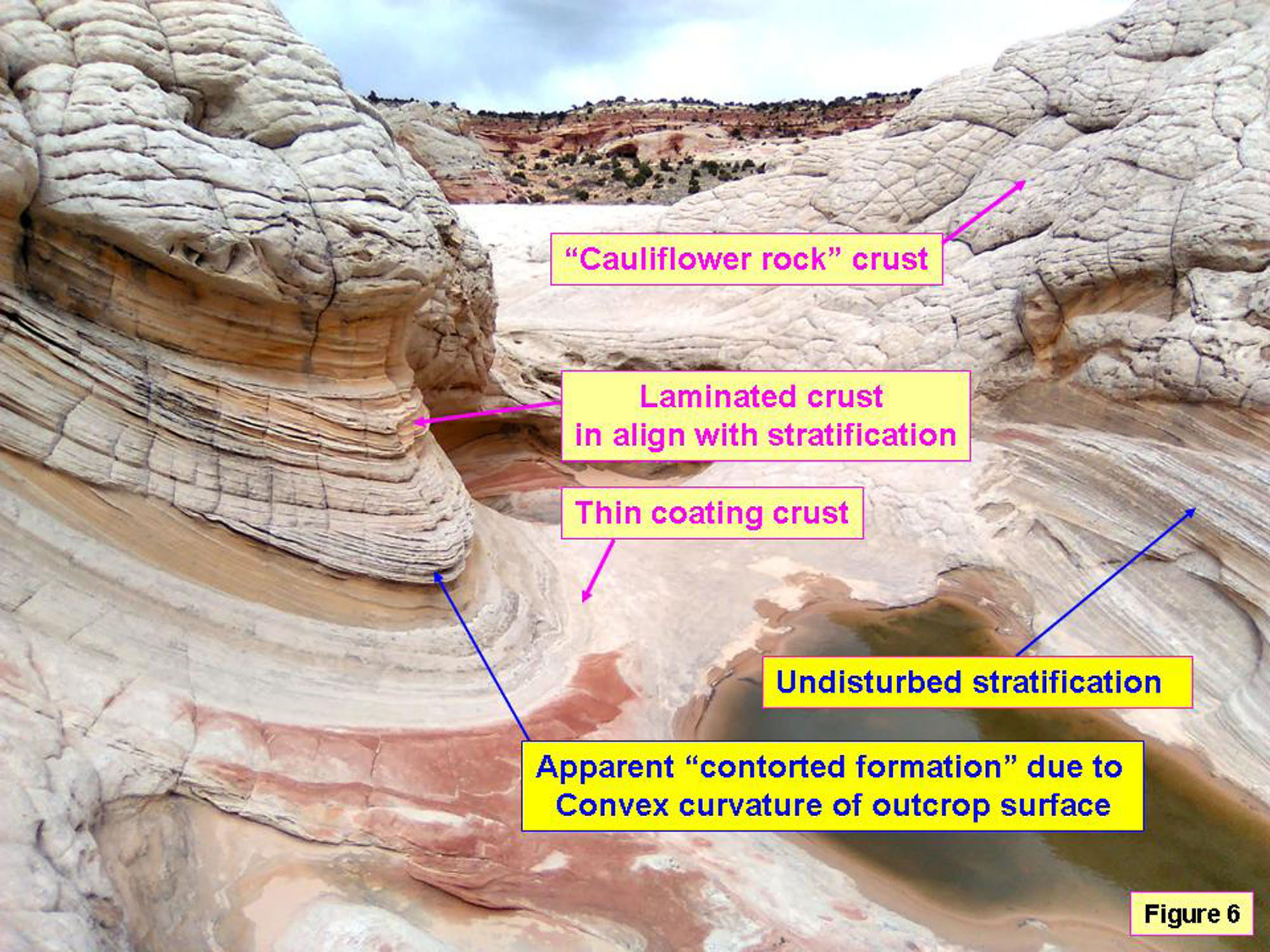
風化殼紋理與地層層理平行